# Phelsuma gouldi
Espèce
Statut de conservation UICN

 DD  : Données insuffisantes
Statut CITES
Phelsuma gouldi est une espèce de geckos de la famille des Gekkonidae.

## Répartition
Cette espèce est endémique de la Haute Matsiatra à Madagascar.

## Étymologie
Cette espèce est nommée en l'honneur de Stephen Jay Gould.

## Publication originale
- Crottini, Gehring, Glaw, Harris, Lima & Vences, 2011 : Deciphering the cryptic species diversity of dull-coloured day geckos Phelsuma (Squamata: Gekkonidae) from Madagascar, with description of a new species. Zootaxa, n. 2982, p. 40–48 (texte intégral).